# Římskokatolická farnost Šemanovice
Římskokatolická farnost Šemanovice je církevní správní jednotka sdružující římské katolíky na území vesnice Šemanovice a v jejím okolí. Organizačně spadá do mladoboleslavského vikariátu, který je jedním z 10 vikariátů litoměřické diecéze. 

## Historie farnosti
Od roku 1869 zde byla lokálie. Farnost byla kanonicky zřízena od roku 1891.

### Duchovní správcové vedoucí farnost
Začátek působnosti jmenovaného v duchovní správě farnosti od:
- 1868   Steph. Kabeš, n. 12. 12. 1827 Skalsko, o. 25. 7. 1854, † 22. 2. 1906
- 1870   proto-loc. (1. lokalista) Franc. Hauser, n. 8. 9. 1816 Jungbunzlau, o. 1. 8. 1841, † 14. 4. 1872
- 1872   cap. loc. vacat, admin. Wenc. Smetana
- 1877   cap. loc. Joann. Nep. Šicha, n. 22. 8. 1844 Všetat., o. 15. 7. 1867, † 29. 9. 1895
- 1879   cap. loc. vacat, admin. Joann. Žďárský
- 1880   cap. loc. Jos. Domin O.S.M., n. 14.  1. 1847 Květov, o. 15. 7. 1873, † 5. 8. 1909
- 1882   cap. loc. vacat, admin. excurr. Ed. Hoffmann
- 1883   cap. loc. vacat, admin. int. Joann. Žďárský
- 1893   par. vacat, admin. int. Wencesl. Suchánek
- 1894   Wenc. Suchánek, n. 16. 1. 1861 Sušno, o. 16. 5. 1886, † 27. 5. 1908
- 1897   Jos. Novotný, n. 11. 11. 1867 Počápli., o. 2. 7. 1893, † 18. 6. 1922
- 1922   Franc. Reindl, n. 6. 4. 1870 Břez. Hory, o. 13. 7. 1902, † 30. 12. 1939
- 1937   par. vacat, admin. excurr. Jan Černovický
- 1941   Jan Černovický, n. 1. 6. 1883 Křinec, o. 15. 7. 1906, † 15. 9. 1961
- 1944   František Hrádek, n. 19. 7. 1880 Chrástiny, o. 14. 7. 1907, † 9. 2. 1952
- 1. 4.  1952    Jan Černovický
- 1. 8.  1956    Karel Červinka
- 1. 7.  1986    Bernard Říský OFM, admin. exc. z Vysoké u Mělníka
- 1. 2.  2004    Jan Jucha MS, admin. exc. z farnosti – proboštství Mělník
- 1. 8.  2009    Jacek Zyzak MS, admin. exc. z farnosti – proboštství Mělník, † 10. 12. 2022 Polsko[2]
- 19. 12. 2022 Miroslaw Mateńko MS, admin. exc. z farnosti – proboštství Mělník[3]

Kromě kněží stojících v čele farnosti, působili ve farnosti v průběhu její historie i jiní kněží. Většinou pracovali jako farní vikáři, kaplani, katecheté, výpomocní duchovní aj.

## Území farnosti
Do farnosti náleží území obce:
- Březinka (Bschesinka[5])[p 2]
- Jestřebice (Jestrebitz, varianta Jestřebitz)[p 2]
- Nový Dvůr – zaniklá osada[1]
- Šemanovice (Schemanowitz[5])[p 2]
- Truskavna (Truskawna[5])[p 2]

## Římskokatolické sakrální stavby a místa kultu na území farnosti
| | Fotografie | Stavba                      | Místo      | Bohoslužby             | Zeměpisné souřadnice             | Status       | Číslo kulturní památky                       |
| Kostel | Kostel     | Kostel                      | Kostel     | Kostel                 | Kostel                           | Kostel       | Kostel                                       |
| --- | ---------- | --------------------------- | ---------- | ---------------------- | -------------------------------- | ------------ | -------------------------------------------- |
| 1. |            | Kostel sv. Jana Nepomuckého | Šemanovice | Neslouží se pravidelně | 50°27′21″ s. š., 14°33′27″ v. d. | farní kostel | 15375/2-1280 (Pk•MIS•Sez•Obr•WD) (Q24282903) |
| Některé drobné sakrální stavby a pamětihodnosti lze dohledat zde v databázi Drobné sakrální památky Zaniklé sakrální stavby lze dohledat zde v databázi Poškozené a zničené kostely, kaple a synagogy v České republice |            |                             |            |                        |                                  |              |                                              |

## Příslušnost k farnímu obvodu
Z důvodu efektivity duchovní správy byl vytvořen farní obvod (kolatura) farnosti-proboštství Mělník, jehož součástí je i farnost Šemanovice, která je tak spravována excurrendo.

## Galerie

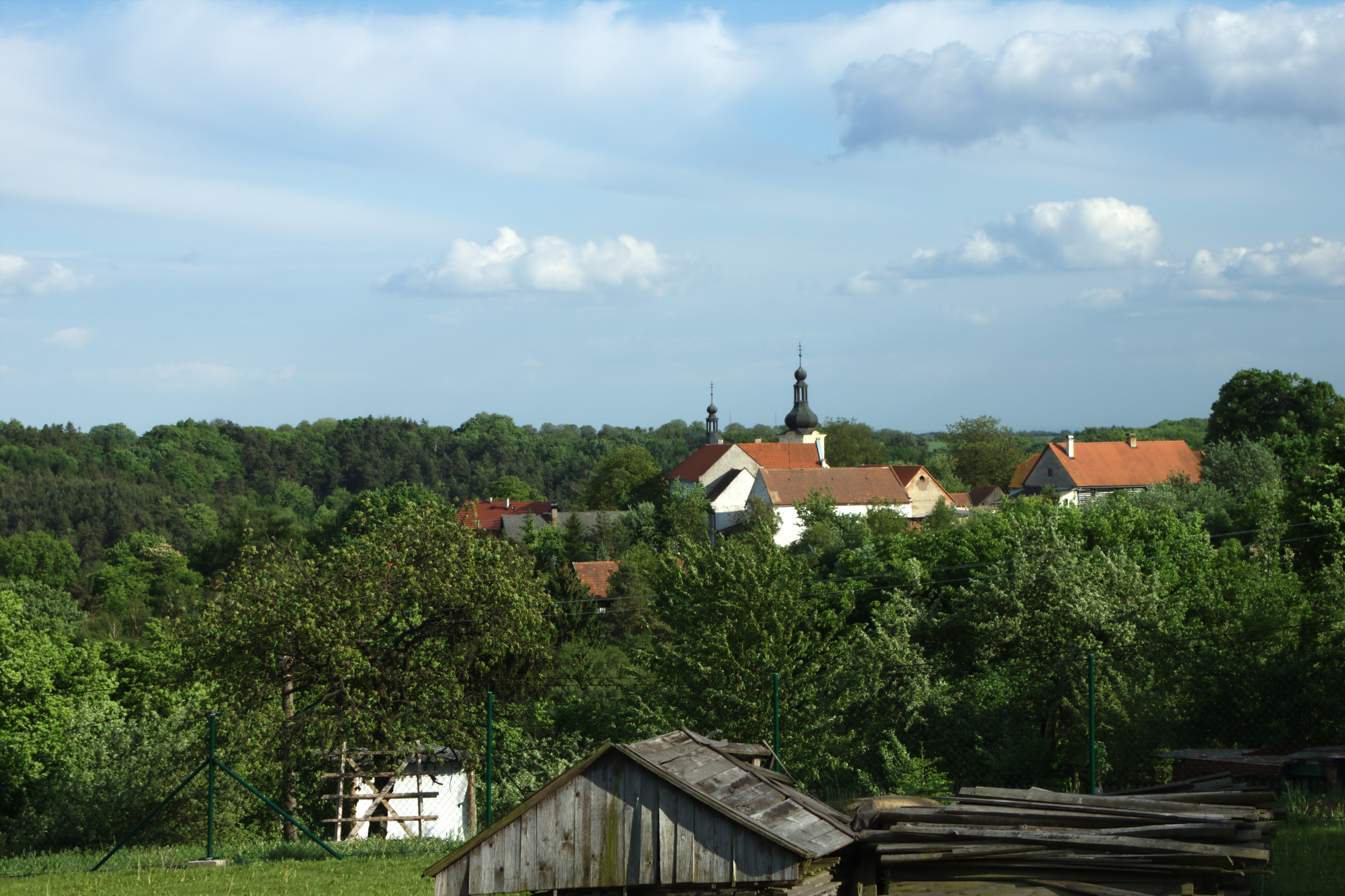
Věž kostela sv. Jana Nepomuckého v Šemanovicích
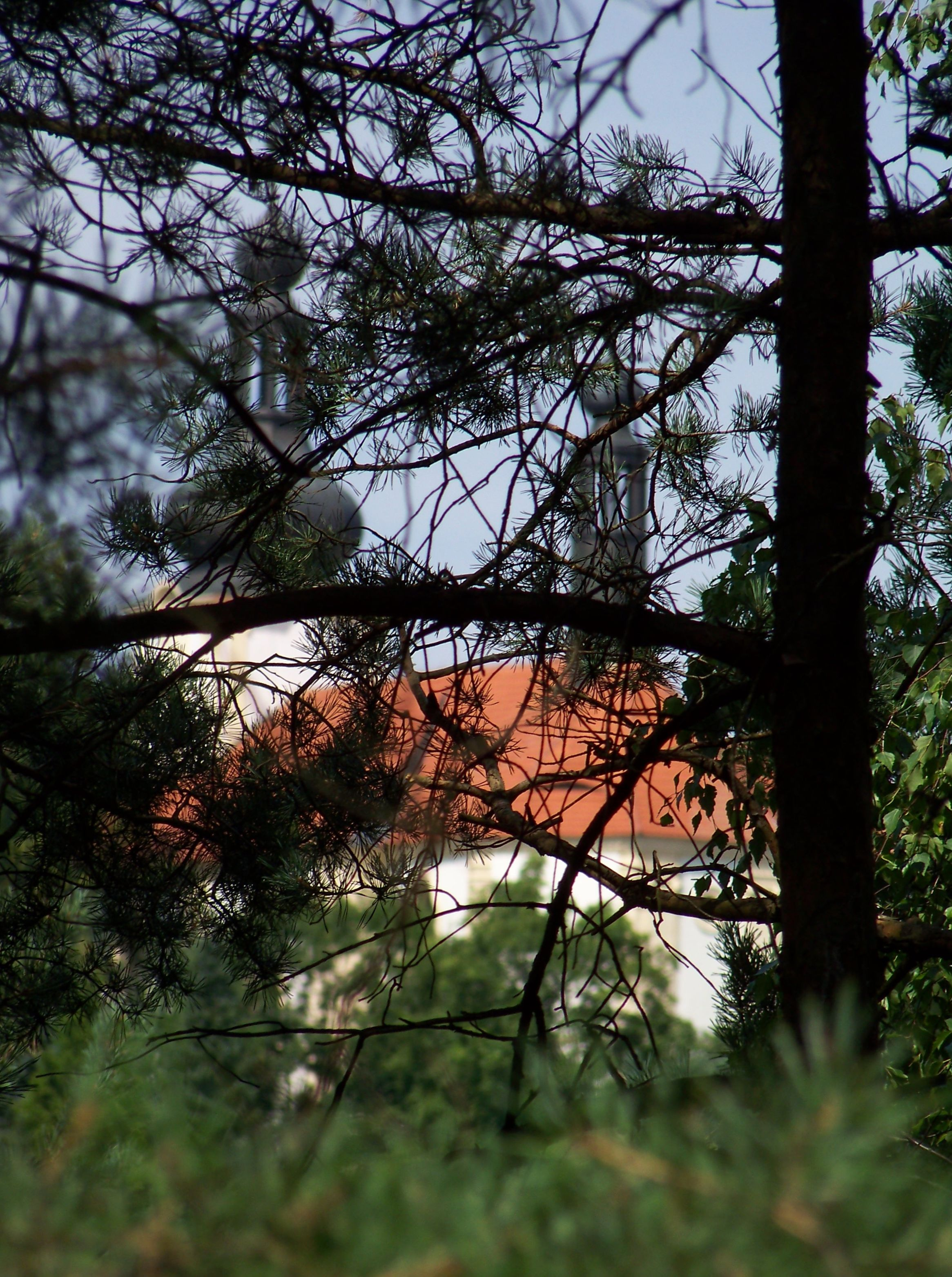
Pohled na kostel sv. Jana Nepomuckého v Šemanovicích z lokality Kostelíček
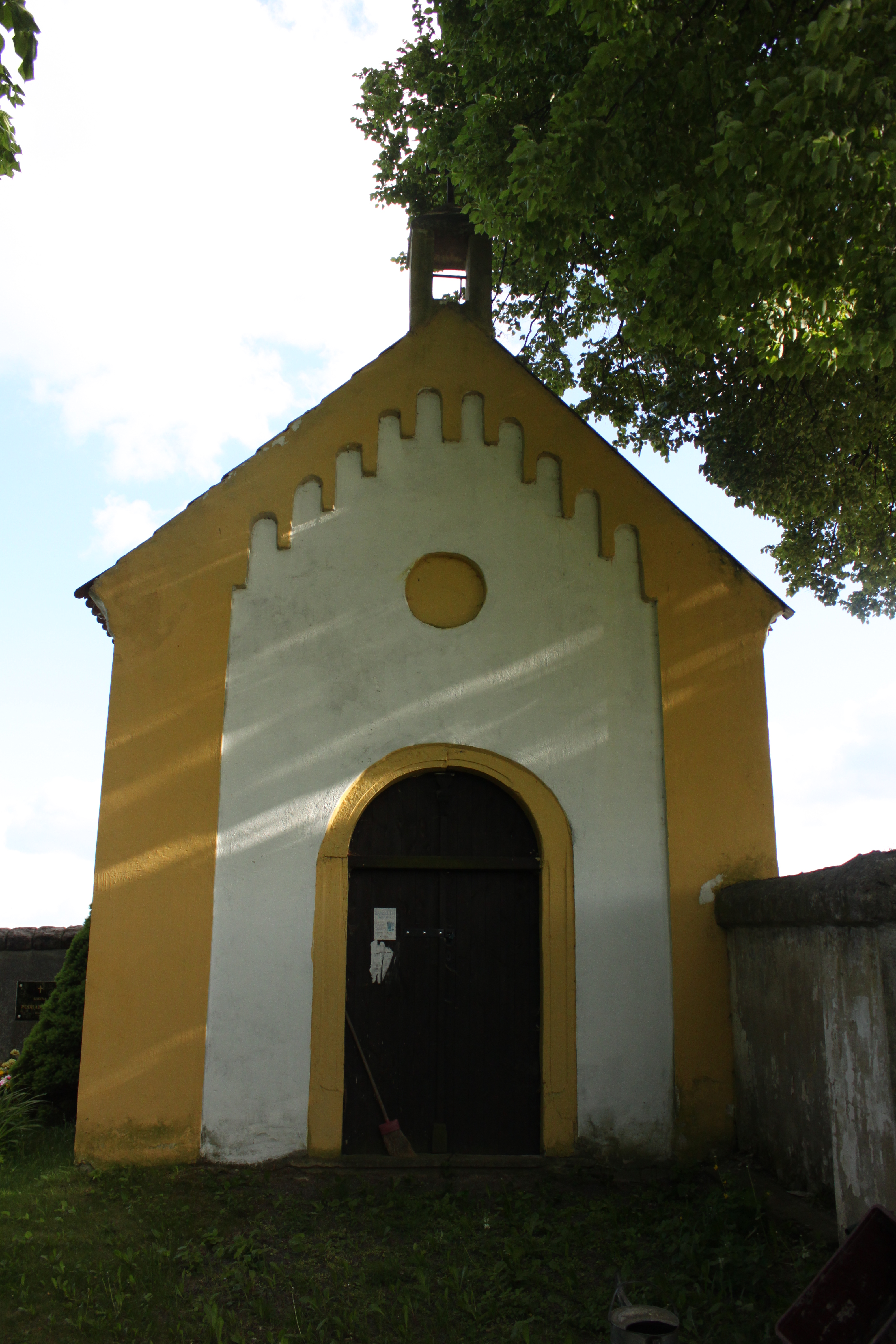
Hřbitovní kaplička v Šemanovicích